# Daniel Tyrkas
Daniel Jaroslav Karel Tyrkas (* 16. Juni 1975 in Erlangen) ist ein ehemaliger deutscher Snowboarder in der Disziplin Halfpipe. Seit 1997 fliegt er Gleitschirm und war mehrmaliger deutscher Meister in der offenen Klasse.

## Snowboarder
Daniel Tyrkas gab sein internationales Debüt im Dezember 1997 in FIS-Rennen, 2000 debütierte er in Tignes im Snowboard-Weltcup und wurde 61., erste Punkte gewann er einen Monat später als 13. in Kronplatz. Es folgte die Teilnahme an den Weltmeisterschaften 2001 in Madonna di Campiglio, bei der er 54. wurde. 2002 erreichte er in Arosa als Sechster erstmals eine einstellige Platzierung, wenig später verpasste er im letzten vorolympischen Rennen als Vierter nur um einen Rang die Podiumsplätze. Bei den Olympischen Winterspielen 2002 von Salt Lake City belegte Tyrkas den 32. Platz. Nach der Saison beendete er seine Karriere als Fünfter in der Weltrangliste 2002.

## Gleitschirmfliegen
1997 hatte Tyrkas mit Gleitschirmfliegen begonnen und zählt zu den Besten in Deutschland. 2012, 2018 und 2021 war er Teil der deutschen Nationalmannschaft. Im Jahr 2018 hat er den sechsten Platz auf den European Championships in Portugal erreicht. Seit 2012 nimmt er an den Wettbewerben des Paragliding World Cup teil. Im August 2020 wurde er Zehnter beim PWC in Disentis. Im November 2020 belegte er im CIVL World Ranking den 15. Platz, im deutschen Ranking den vierten Platz. Im November 2021 nahm er an der 17. Paragliding Weltmeisterschaft in San Miguel de Tucumán, Loma Bola, Argentinien teil und wurde dort Neunter in der Gesamtwertung und damit bester Deutscher Teilnehmer.